# Huis Anhalt-Köthen (1474-1566)
De oudere linie Anhalt-Köthen (Duits: Ältere Linie Anhalt-Köthen) was een Duitse vorstelijke dynastie die regeerde over het kleine vorstendom Anhalt-Köthen in Midden-Duitsland. De oudere linie Anhalt-Köthen heeft slechts twee generaties bestaan. 
De linie Anhalt-Köthen ontstond in 1474 na de deling van de bezittingen van de Sigismundische linie van het Huis Anhalt. In 1508 erfde de vorsten van Köthen een deel van Anhalt-Zerbst na het aftreden van Magnus en Adolf II uit de Albrechtse linie van het Huis Anhalt. In 1562 trad vorst Wolfgang af. Zijn neven uit de linie Anhalt-Dessau, Joachim Ernst en Bernhard VII erfden zijn gebieden. Wolfgang stierf kinderloos in 1566, waarmee de oudere linie Anhalt-Köthen uitstierf.

## Stamboom
- Waldemar VI  (1450–1508)
  Margaretha (1464–1539), dochter van Günther XXXVI van Schwarzburg-Blankenburg
  - Barbara (?–1532) 1  Hendrik III van Plauen (?–1519) 2  Johan Kolowrat (?–1580)
  - Wolfgang (1492–1566)
  - Margaretha (1494–1521)  Johan van Saksen (1468–1532)